# キーネン・アイヴォリー・ウェイアンズ
キーネン・アイヴォリー・ウェイアンズ（Keenen Ivory Wayans、1958年6月8日 - ）はアメリカ合衆国の俳優、コメディアン、監督、脚本家。兄弟の多くがコメディアン・俳優・脚本・製作などの立場でTV/映画産業に携わっており、彼を筆頭にデイモン、ショーン、マーロン、キム、果ては彼らの子供達や親戚までもが活躍している事で知られ、総じて『ウェイアンズ兄弟』『ウェイアンズ一家』などとも呼ばれる。

## 経歴
ニューヨーク・ハーレム出身。スーパーマーケットのマネージャーをしていた父ハウエルと、母エルヴィラの間に10人兄弟の長男として生まれる。大学はタスキーギー大学に進学し、在学中にフラタニティのアルファ・ファイ・アルファに入る。しかし、コメディアンの道へ進むために最終学年で中退。その後、コメディアンになる目標を現実のものにして成功をおさめた。なかでもスケッチ・コメディ『In Living Color』のホスト・企画をつとめたことで知られている。同番組はジム・キャリー、ジェイミー・フォックス、デビッド・アラン・グリア、弟のデイモン・ウェイアンズ、トミー・デヴィッドソン、ロージー・ペレスらが出演し、1990年にエミー賞バラエティ・音楽・コメディ番組部門の作品賞を受賞した。
私生活では菜食主義を実践しており、動物権利擁護団体の動物の倫理的扱いを求める人々の会の支援活動を行っている。

## 作品
- スター80 - Star 80（1983年、出演）
- ハリウッド夢工場 オスカーを狙え!! - Hollywood Shuffle（1987年、脚本・出演）
- エディ・マーフィ ロウ - Eddie Murphy: Raw（1987年、製作）
- ゴールデン・ヒーロー 最後の聖戦 - I'm Gonna Git You Sucka（1988年、監督・脚本・出演）
- In Living Color（1989年 - 1994年、監督・製作総指揮・企画・脚本・出演）
- ファイブ・ハートビーツ - The Five Heartbeats（1991年、脚本）
- ダーティ・シェイム - A Low Down Dirty Shame（1994年、監督・脚本・出演）
- ポップ・ガン - Don't Be a Menace to South Central While Drinking Your Juice in the Hood（1996年、製作・出演）
- グリマーマン - The Glimmer Man（1996年、出演）
- The Keenen Ivory Wayans Show（1997年、製作総指揮・出演）
- クロスゲージ - Most Wanted（1997年、製作総指揮・脚本・出演）
- 最終絶叫計画 - Scary Movie（2000年、監督・出演、アンクレジットで製作）
- 最'新'絶叫計画 - Scary Movie 2（2001年、監督）
- 最凶女装計画 - White Chicks（2004年、監督・製作・脚本）
- 最凶赤ちゃん計画 - Little Man（2006年、監督・製作・脚本）